# Петрелик
Петрелик (болг. Петрелик) — село в Благоевградской области Болгарии. Входит в состав общины Хаджидимово. Находится примерно в 4 км к югу от центра города Хаджидимово и примерно в 88 км к юго-востоку от центра города Благоевград. По данным переписи населения 2011 года, в селе  проживал 181 человек, преобладающая национальность — болгары.

## Население
| Год     | 1934 | 1946 | 1956 | 1965 | 1975 | 1985 | 1992 | 2001 | 2011 |
| ------- | ---- | ---- | ---- | ---- | ---- | ---- | ---- | ---- | ---- |
| Жителей | 367  | 538  | 469  | 394  | 353  | 351  | 283  | 219  | 181  |

|  |